# Réginald Garrigou-Lagrange
Réginald Garrigou-Lagrange O.P. (21 de febrer de 1877, Auch, França - 15 de febrer de 1964, Ciutat del Vaticà) fou un frare dominic francès, teòleg i filòsof.

## Biografia
Després d'estudiar humanitats a La Roche-sur-Yon-Vendée, a Nantes i a Tarbes, escollí la carrera de medecina. Mentre la feia a Burdeus el 1897, llegí el llibre L'Homme d'Ernest Hello, la qual cosa provocà la decisió fonamental de la seva vida: abraçar l'estat religiós. Novici dominic a Amiens, Ambroise Gardeil l'orientà envers el tomisme; per perfeccionar la seva formació intel·lectual, l'envià a La Sorbona. Més endavant viatjà a Viena, freqüentà alguns mesos la Universitat de Friburg (on conegué Norberto del Prado, teòleg que l'impressionà profundament) i el 1905 entrà a formar part de l'equip de professors de Le Saulchoir.
El 1909, en obrir-se l'Angelicum, Ateneu Pontifici, compartí amb Jesús G. Arintero la càtedra de teologia fonamental, explicant el tractat De revelatione. Passà més endavant a la càtedra de teologia dogmàtica, donà cursos sobre la Metafísica d'Aristòtil i n'escrigué llibres. Consagrà 50 anys a classes i publicacions, alternant els treballs professorals amb el servei a la Santa Seu en qualitat de teòleg i amb el ministeri pastoral. Es jubilà el 1960, i morí quatre anys més tard a Roma.

## Obres i doctrina
La major part de la producció escrita de Garrigou és fruit de l'ensenyament acadèmic i, per tant, reflecteix els trets típics de la seva pedagogia escolar. Escrites originàriament en llatí i en francès, les seves obres obtingueren traduccions a l'alemany, castellà, anglès, italià i polonès. Encara dins de la unitat interna del seu contingut ideològic, la seva obra escrita abasta quatre branques extenses: apologètica, filosofia, teologia dogmàtica i espiritualitat.
En apologètica la seva obra màxima és De Revelatione, en dos volums, manual clàssic, que sortí a la llum el 1918. Situat entre els mons de la raó i el de la fe, Garrigou-Lagrange exposà els motius de credibilitat de els veritats revelades. L'obra comprèn dues parts: una sobre la necessitat i cognoscibilitat de la Revelació i una altra sobre la seva existència.
En filosofia Garrigou pertany a la neoescolàstica impulsada per l'encíclica Aeterni Patris (1879) de Lleó XIII. Des de jove va descobrir quin havia de ser el seu itinerari filosòfic: desvetllar i debel·lar els riscs de l'immanentisme modernista de Bergson i Édouard Le Roy, basant-se en el realisme de la crítica i ontologia tomistes com a base d'una teologia natural de l'ésser que es projecta a la demostració de l'existència i naturalesa de Déu. El seu primer escrit, del 1904, és una nota sobre la prova de l'existència de Déu pels graus de l'ésser; el 1907 insisteix en un assaig sobre el panteisme de la «nova filosofia» i les proves de la transcendència de Déu; el 1909 publica a París el llibre Le sens commun, la philosophie de l'être et les formules dogmatiques. Garrigou-Lagrange és, sobretot, un metafísic, un defensor de l'ésser davant del fenomen, el sentit comú és porta d'accés a l'ésser (crítica); aquest, trobat en la seva realitat extramental, descobreix els seus estrats a través de la seva estructura profunda (ontologia); el procés acaba en Déu, l'Ésser per antonomàsia, meta de tota la filosofia de Garrigou.
Com a professor de teologia dogmàtica, Garrigou-Lagrange segueix la Summa Teològica, sis volums de comentaris, clàssics, ajudant-se en el cardenal Cayetano i Joan de Sant Tomàs; una sèrie innumerable d'articles i algunes obres majors són índex de la seva fidelitat al neotomisme, alhora que revelen les qualitats peculiars de l'autor: defensa i exposició de la doctrina del «Doctor Comú», descobriment i atac de l'immanentisme. Per a Garrigou, el modernisme és un enemic que no mor. Cal recordar el seu crit d'alarma el 1946: La nouvelle théologie, où va-t-elle?. L'encíclica Humani generis (1950) de Pius XII ratificà moltes de les tesis per les quals Garrigou havia lluitat. Un altre tema que conreà amb cura fou el de la gràcia i la predestinació. També en aquest camp es mostra inflexible amb el neomolinisme i la teoria de Marín-Sola, posant en relleu la seva polèmica amb el tomisme espanyol del segle xvi.
On Garrigou-Lagrange destacà més fou en el camp de l'espiritualitat. El 1909 llegí L'evolució mística d'Arintero, la qual cosa exercí en ell una influència semblant a la del llibre L'Homme. el proselitisme d'Arintero guanyà en Garrigou el seu més valuós deixeble. Garrigou el declara: «Tingué en mi gran influència i m'aclarí punts importants, que vaig tractar d'exposar de seguida segons la doctrina de Sant Tomàs». El 1917 obrí una càtedra d'ascètica i mística, la primera d'aquesta disciplina en una facultat eclesiàstica i l'última que abandonà, el 1960. El 1919 alenà la fundació de lar evista La vie spirituelle i se'n convertí en redactor principal; el 1923 va reunir les seves lliçons i articles a Perfection chrétienne et contemplation selon S. Thomas d'Aquin et S. Jean de la Croix, obra representativa, polèmica, en què tracta d'harmonitzar la teologia ontològica del a gràcia amb les descripcions psicològiques de Sant Joan de la Creu i de prosseguir, des de l'angle tomista, la ruta oberta per Arintero en la teologia espiritual. Garrigou lluità per les idees d'unitat de la vida cristiana, pel concepte de mística com a desenvolupament normal de la vida cristiana, per la vocació de tots els cristians a la perfecció, etc. Tesis arinterianes que havia de reforçar amb principis «tradicionals» oblidats i enfosquits en els darrers segles. Va prosseguir aquest camí i foren apareixent noves obres, com Les trois âges de la vie intérieure, en què, llimant al màxim les arestes polèmiques, exposa els principis comunament admesos. Com en el seu itinerari filosòfic, també aquí apunta a Déu, car la vida interior és un preludi de la vida del cel.